# Komisja Nestora Paza Zamory

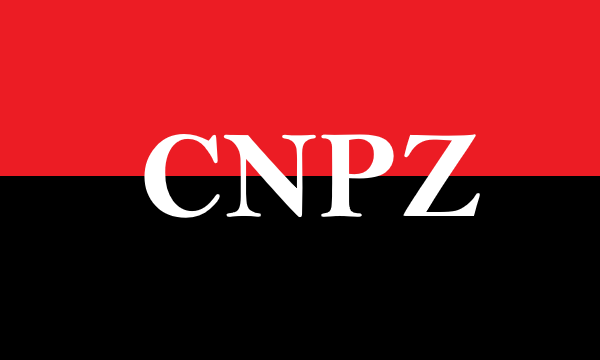
flaga organizacji

Komisja Nestora Paza Zamory (hiszp. Comision Nestor Paz Zamora, CNPZ) – boliwijska organizacja terrorystyczna.

## Nazwa
Grupa jako patrona obrała boliwijskiego partyzanta lat 60. Nestora Paza Zamorę.

## Historia
Utworzona pod koniec lat 80. Uznawała się za następcę Armii Wyzwolenia Narodowego (ELN). Miała na koncie kilka zamachów terrorystycznych oraz porwania dla okupu. Działalność CNPZ ustała po 1993 roku.

## Najważniejsze ataki przeprowadzone przez grupę
- 11 czerwca 1990 roku terroryści porwali w La Paz dyrektora Coca Coli Jorge Lonsdale[5]. Za jego uwolnienia grupa zażądała okupu w wysokości 500 tysięcy dolarów. 5 grudnia tego samego roku terroryści zabili biznesmena po tym, jak nie otrzymali żądanych pieniędzy[1].

- 10 października 1990 roku aktywiści CNPZ przeprowadzili zamach bombowy na ambasadę Stanów Zjednoczonych w La Paz. Eksplozji towarzyszył ostrzał karabinowy. W zamachu zginął jeden ochroniarz, a drugi został ranny[1][5].

- W listopadzie 1990 roku terroryści przeprowadzili zamach bombowy na budynek United States Marine Corps[5].

- 8 kwietnia 1991 roku bojownicy ostrzelali z karabinu maszynowego konsulat Stanów Zjednoczonych w La Paz[1].

## Wsparcie zagraniczne
Otrzymywała wsparcie ze strony peruwiańskiej organizacji Ruch Rewolucyjny im. Tupaca Amaru (MRTA).

## Ideologia
Wyznawała marksistowskie poglądy. Celem CNPZ było utworzenie w Boliwii marksistowskiego reżimu na wzór kubański.